# Pusztai áltimália
A pusztai áltimália (Pomatostomus halli) a madarak osztályának verébalakúak (Passeriformes) rendjébe és a ausztráltimália-félék (Pomatostomidae) családjába tartozó faj.

## Előfordulása
Ausztrália területén honos.

## Megjelenése
Testhossza 19-21 centiméter, testsúlya 40 gramm. Mindenütt sötétbarna színű, kivéve a fehér mellkasát, a fején található két vastag fehér csíkot és a farka végén található fehér sávot. Lábai feketék. Szeménél egy közepes vastagságú fekete csík található.

## Életmódja
Kisebb csoportokban él. Nem vándorló madár. Főleg rovarokkal táplálkozik, de más gerinctelenekkel is. Ezeket földön, fakéreg alatt keresi, de néha a kövek alatt is.

## Szaporodása
Szaporodási időszaka márciustól májusig tart, majd újra augusztustól októberig. Több fészket készítenek, melynek bejárata oldalt van. Az összes fészek közül csak 1 fészket használ tojás rakásra, a többi csak alvó hely. Fészekalja 1-2 tojásból áll.